# Histoire des Juifs à Łowicz
 (septembre 2022).
Si vous disposez d'ouvrages ou d'articles de référence ou si vous connaissez des sites web de qualité traitant du thème abordé ici, merci de compléter l'article en donnant les références utiles à sa vérifiabilité et en les liant à la section « Notes et références ».

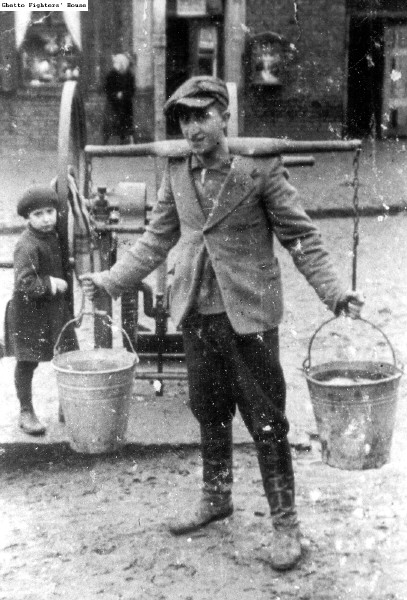
Porteur d'eau dans une commune de formation pionnière du mouvement de jeunesse Ha No'ar haTsiyyoni à Lowicz (1936).

La présence de Juifs à Łowicz remonte au XVIe siècle, mais leur importance pour la ville date du XIXe et du début du XXe siècle, où ils possèdent de nombreuses usines et la majorité des commerces. Au début du XXe siècle, leur nombre dépasse 5 500 membres soit un peu moins de 40 % de la population de la ville. Leur nombre va légèrement diminuer, mais au début de la Seconde Guerre mondiale, ils représentent encore environ un quart de la population. La communauté juive est anéantie pendant la Seconde Guerre mondiale. Les Allemands, après avoir parqué les Juifs de Łowicz dans un ghetto, les transfèrent en 1941 au ghetto de Varsovie où ils subiront le sort de ses occupants. 
Łowicz (allemand : Lowitsch, yiddish :  לאָװיטש) est une ville du centre de la Pologne, dans la voïvodie de Łódź. Située à environ 55 km au nord-est de Łódź et à 75 km à l'ouest de Varsovie, Łowicz est arrosée par la Bzura. Elle compte actuellement un peu plus de 30 000 habitants.

## Histoire de la communauté juive

### Le début de l'implantation des Juifs à Łowicz
Des Juifs originaires de Gąbin ou de Sochaczew se seraient installer de façon temporaire à Łowicz au début du XVIe siècle, sans créer de communauté. On sait avec certitude qu'en 1526, l'archevêque Jan Łaski interdit aux Juifs de s'installer dans la ville, et que ceux qui y habitent déjà sont expulsés. Les Juifs s'installent alors dans les villes avoisinantes. 
Lors du synode de l'Église catholique locale tenu à Łowicz en 1556, la peine de mort est prononcée à l'encontre de trois Juifs de la ville voisine de Sochaczew, accusés d'avoir désacralisé une hostie. Une femme chrétienne, Dorotea Lazencka, est accusée d'avoir volé une hostie consacrée et de l'avoir vendue aux Juifs de Sochaczew afin d'obtenir du sang pour le sacrifice pascal. Lippomano, le nonce apostolique mène l'enquête, emprisonne trois Juifs de Sochaczew et les torture pour leur faire avouer leur crime supposé, cherchant à persuader le roi de condamner au bûcher les trois Juifs et la femme chrétienne. Le roi Sigismond Auguste est convaincu de la fausseté des accusations et ordonne au gouverneur de Mazovie de faire relâcher les trois Juifs. L'évêque de Chelm, produit alors un document falsifié soi-disant provenant du roi, qui se trouvait alors à Vilna, et les trois Juifs sont envoyés au bûcher. Pour le nonce apostolique, cette condamnation doit intimider les hérétiques qui se rebellent contre l'Église catholique. Le roi apprenant l'exécution en son nom des trois Juifs est si indigné qu'il se serait exclamé: Je tremble de cet outrage et je ne veux pas que les gens pensent que j'ai perdu la raison en croyant qu'une hostie percée peut saigner. Il décide alors que dorénavant, si un Juif est accusé de crime rituel ou de désacralisation d'hostie, il sera uniquement jugé par la Diète et sur des preuves absolument irréfutables,.
Łowicz est célèbre dans toute la Pologne pour son activité commerciale lors de ses marchés hebdomadaires et de ses six foires annuelles, principalement celle de la Saint-Mathieu qui débute le 21 septembre et dure jusqu'à six semaines. En raison de conflits avec les marchands chrétiens, les marchands juifs se voient interdire en 1724 par l'archevêque Teodor Potocki (1664–1738) de rester plus de trois jours à Łowicz lors des foires et de s'installer en ville. En 1738, Potocki impose de nouvelles restrictions. Les Juifs ne sont autorisés qu'une fois par an pour la foire de la Saint-Mathieu et n'ont le droit qu'à la vente en gros. En 1750, avec l'autorisation de l'archevêque Adam Komorowski (1699-1759), les Juifs peuvent louer pendant la foire une salle pour servir de lieu de prière. 
À partir de la seconde moitié du XVIIIe siècle, des commerçants et des artisans juifs tentent de s'installer illégalement dans la ville et font face à de fréquentes plaintes des artisans et commerçants chrétiens.

### La communauté juive auXIXesiècleet jusqu'à laPremière Guerre mondiale
Après le troisième partage de la Pologne, en 1796, Łowicz devient une ville gouvernementale. En 1797, Boroski, Cukier, Plamka et Pinkus sont les quatre premiers Juifs qui obtiennent le droit de s'installer dans la ville auprès des autorités prussiennes. En contrepartie, ils doivent acquitter un droit de séjour permanent, un permis de commerce ou un permis d'achat d'une maison. La population juive va alors croitre rapidement, passant de 60 personnes en 1808 à 405 membres en 1827 correspondant à 11 % de la population de la ville. 
La communauté juive de Łowicz est alors subordonnée à la communauté de Sochaczew. Son statut de communauté indépendante (Kehilla) ne lui sera accordée qu'en 1820.  Malgré cela, Łowicz possède un rabbin adjoint et un hazzan (chantre). 
En 1829, la population juive reçoit l'ordre de s'établir dans un nouveau quartier situé à l'ouest et au nord-ouest de la place du Nouveau marché (Nowy rynek) et délimité par les rues Bielawska, Podrzeczna, Wałowa, Długa et Piotrkowska. Ne peuvent être dispensées de s'installer dans ce quartier juif que les personnes répondant à des exigences spécifiques, principalement économiques.
Au début de 1829, un Conseil de surveillance de la synagogue est établi à Łowicz, permettant ainsi de construire une synagogue et d'aménager un cimetière. La communauté juive peut alors louer un bâtiment en bois rue Zduńska pour s'en servir comme synagogue. Peu après, le grand-duc Constantin, qui règne sur le duché de Łowicz, fait don à la communauté d'une morga de terrain près du village de Zagórze (aujourd'hui rue Łęczycka), dans le but d'y  fonder un cimetière. Le cimetière est finalement créé en 1830. Les Juifs de Bolimów, situé à 16 km de Łowicz, sont alors rattachés au Conseil de surveillance de la synagogue de Łowicz. 
L'installation obligatoire de tous les Juifs dans le quartier juif pose un problème en raison du manque d'habitations appropriées et la date d'échéance doit être reportée en 1830. La construction de nouvelles maisons commence, mais le déclenchement de l'insurrection de Novembre contre la domination de la Russie, contrecarre ces travaux, et en plus, les bâtiments existants dans le quartier sont en grande partie détruits. Le nombre de Juifs à Łowicz a fortement augmenté à cette époque et en 1832, selon les sources, leur nombre s'établit entre 800 et 1 500 personnes.
Malgré l'intercession en leur faveur du commandant de la garnison de Łowicz, le colonel Aleksander Gotlieb Grottenhielm, les Juifs sont divisés en trois catégories: ceux qui ont leur maison, terminée ou en construction, dans le quartier juif doivent déménager immédiatement, c'est-à-dire avant la fin septembre 1833; les familles moins aisées, sans leur propre logement voient leur date de déménagement repoussée d'un mois; enfin, pour les Juifs pauvres, leur déménagement doit intervenir avant la fin mars 1834. 
Malgré ces ordres, une grande partie de la population juive reste en dehors du quartier, car le comte Aleksander Wielopolski, va abolir toutes les restrictions d'habitation dans le centre de Łowicz, et principalement rue Zduńska, où plusieurs dizaines de familles juives vivent encore
Dans la première moitié du XIXe siècle, la communauté juive est pauvre. Elle loue des bâtiments publics qu'elle utilise comme abattoir rituel, comme école et comme hôpital. Elle est endettée et ne possède pratiquement aucun bien propre. L'artisanat et le commerce sont les principales occupations des Juifs de Łowicz. Environ 40 % des membres de la communauté sont artisans: tailleurs, boulangers ou orfèvres. Deux bouchers travaillent à Łowicz, effectuant des abattages rituels. Le deuxième groupe, d'environ 40 % également, est constitué de marchands, principalement itinérants ou sur des étals. Parmi eux, cinq commerçants détiennent des licences pour vendre des boissons alcoolisées. Les 20 % restants de la population juive comprend les ouvriers et compagnons, les membres de profession libérale, tels que les musiciens, les barbiers, les enseignants, le propriétaire d'une cuisine pour les pauvres et les charretiers et enfin un nombre indéterminé de mendiants.   
En 1841, 940 Juifs vivent à Łowicz, ce qui constitue 22 % de la population totale de la ville. La situation de la population juive dépend dans une large mesure de la situation économique du marché local. Les récoltes catastrophiques de 1854–1855, conduisent au dépeuplement des villages environnants, obligeant également les Juifs de Łowicz à demander de l'aide. 
La construction de la ligne de chemin de fer reliant Łowicz à la route du fer Varsovie-Vienne a été d'une grande importance pour le développement de la ville, mais sans affecter le profil dominant de l'économie.
Les Juifs sont également des pionniers de l'industrie à Łowicz. Au tournant des XIXe et XXe siècles, les moulins à vapeur de Wacław Rosenblum, Moszek Żelechowski et M. Elechnowicz, ainsi que des usines de transformation des aliments plus ou moins grandes, de production de machines agricoles, d'engrais artificiels et autres sont construits. L'artisanat continue à jouer un rôle important. On trouve aussi des brasseries et des moulins à huile. Les foires, autrefois populaires pour le négoce des chevaux et du bétail, deviennent progressivement des expositions techniques.  
Au début du XXe siècle, un hôtel cacher s'ouvre rue Zduńska, destiné aux clients juifs. Des associations de prêt et d'épargne sont également créées, comme la Handlowo-Przemysłowe Towarzystwo Wzajemnego Kredytu (Société de crédit mutuel commercial et industriel), fondée en 1908 par Michał Wekstein et orientée principalement vers la population juive, ou la Towarzystwo Pożyczkowo-Oszczędnościowe (Société de prêt et d'épargne). En 1903, est créé aussi un fonds de dot juif appelé Wesele (mariage) et peu après, la Żydowski Bank Spółdzielczy (Banque coopérative juive) qui accorde des prêts sans intérêt pour les activités artisanales et commerciales.
Pendant longtemps, l'éducation des enfants s'effectue dans des écoles religieuses. À la fin du XIXe siècle, il y a treize heders dans la ville. Les jeunes garçons continuent alors leurs études soit vers une yechiva, soit pour les familles les plus progressistes vers une école laïque. Les jeunes filles sont généralement exclues de l'enseignement. Ce n'est qu'au tournant du XIXe et du XXe siècle que sont créées des écoles privées juives, des bourses pour les filles désirant faire des études et une école de commerce, qui suscite immédiatement un grand intérêt chez la jeunesse juive.
Le début du XXe siècle voit un renouveau de la vie culturelle juive à Łowicz. La première librairie de la ville est ouverte en 1864 par S. Kronenberg, et la suivante par Arensztajn. En 1908, une bibliothèque juive est créée, où sont organisés des représentations théâtrales, des conférences et des entretiens de sensibilisation. Łowicz ne possède pas de troupe théâtrale juive professionnelle, mais la ville reçoit des troupes itinérantes et voit se développer plusieurs troupes amateures. À partir des années 1920, l'hebdomadaire juif Mazowszer Wochenblat est publié à Łowicz.
La ville attire de fameux écrivains juifs, comme Sholem Asch, Yekhiel Yeshaye Trunk, Joseph Opatoshu et d'autres qui vont écrire des romans sur Łowicz et le mode de vie des Juifs de Mazovie. L'écrivain et sioniste militant Nahum Sokolow étudie le Talmud à Lowicz dans sa prime jeunesse pendant une courte période.
La Première Guerre mondiale provoque l'effondrement de l'économie de Łowicz. À la fin de 1914, les batailles qui se déroulent dans la ville et à proximité, provoquent de nombreuses victimes civiles et de très importants dégâts matériels. La ville a faim et les épidémies se propagent. Dans la période la plus difficile, la communauté juive organise des cantines pour les pauvres, qui fournissent des repas à près de 400 personnes. Elle dirige également un refuge. 

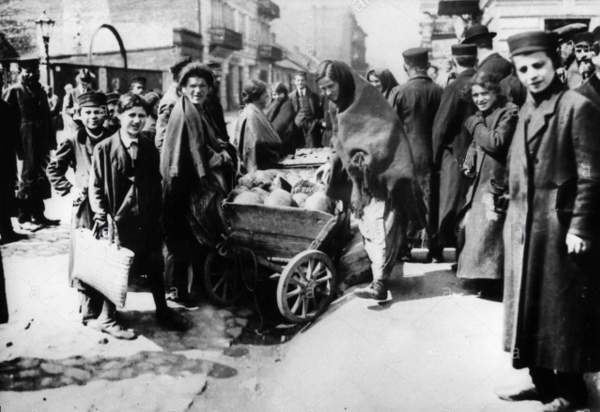
Bouchers  juifs sur le marché en 1915
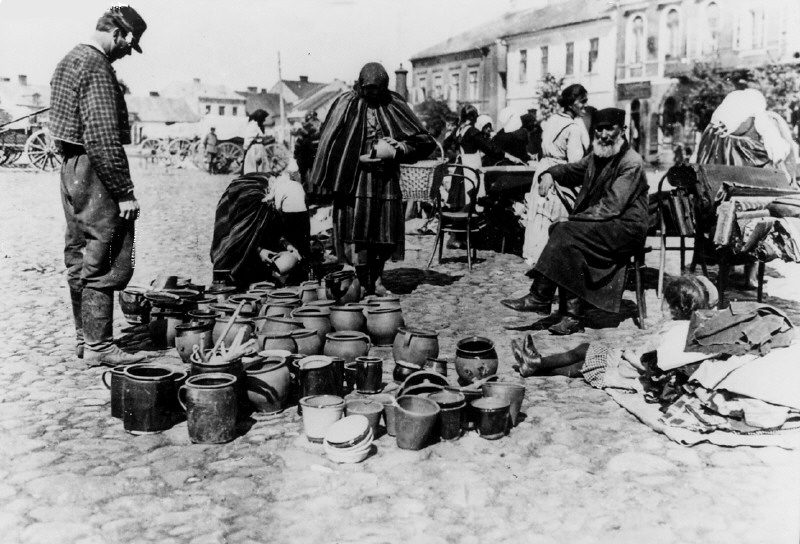
Marchands juifs d'ustensiles de cuisine en 1916
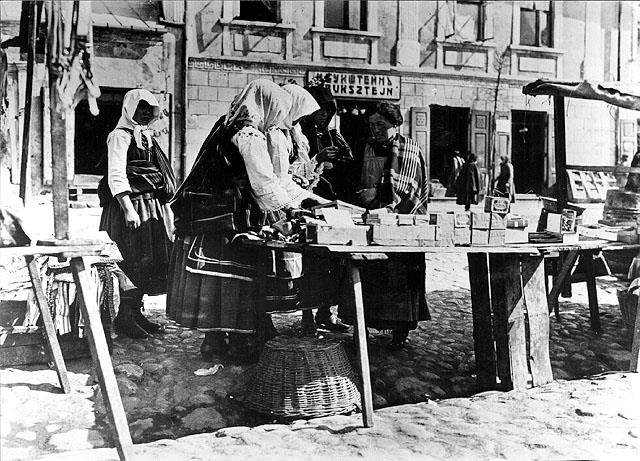
Marchandes juives sur le marché en 1916-1917
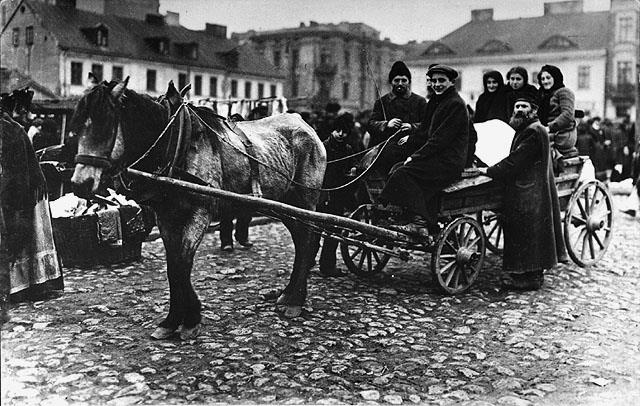
Juifs et Polonais revenant de la foire de Lowicz - Photo prise par l'armée allemande durant la Première Guerre mondiale

### La période de l'entre-deux-guerres
Après l'indépendance de la Pologne, l'intérêt pour la politique et la participation à divers partis et organisations se développe au sein de la communauté juive. Les organisations sionistes jouent un rôle important à Łowicz. Dès les premières élections municipales, les partis juifs réussissent à faire élire quatre de leurs membres. Lors de leur premier mandat, les conseillers juifs décident de ne pas participer aux réunions du conseil municipal qui se tiendraient les samedis et jours de fêtes juives. En 1921 il y a 4 517 Juifs à Łowicz représentant 30 % de la population totale, et en 1931, 4 339 Juifs, soit 25 % de la population de la ville.

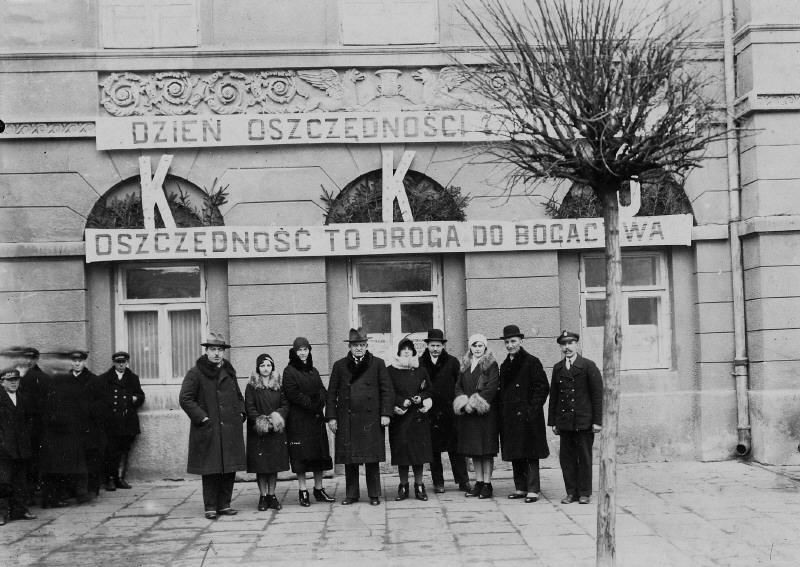
Le directeur et les employés du Fonds d'épargne communautaire

Dans l'entre-deux-guerres, d'autres entreprises juives se créent comme la fabrique de grès de M. Wekstein, la distillerie et rectification de l'alcool de Cederbaum, des brasseries, des moulins à grains dont le plus ancien est celui d'Icek Żelechowski, des moulins à huile, des usines d'eau gazeuse, ainsi que des usines textiles. 
La crise des années 1930 va surtout affecter l'artisanat juif, fragmenté et opérant en dehors des organisations de guilde. Dans les petites usines familiales, on fabrique des chapeaux et des manteaux de fourrure, des bottes, des articles de mercerie et de la confection.  
Le commerce continue à jouer un rôle important dans la ville. Les marchands juifs, outre le petit commerce à l'étalage, se spécialisent dans la vente en gros de céréales, de bœufs et de moutons. Leur principale clientèle est les paysans des villages alentour ainsi que les soldats russes cantonnés en ville. Pour rivaliser avec les guildes chrétiennes, les marchands juifs créent leur propre organisation, la Związek Kupców Żydów (Union des marchands juifs). 
L'artisanat dans l'industrie alimentaire, principalement dans la boulangerie et la confiserie se développe et contribue à l'ouverture de grandes boulangeries et confiseries employant plusieurs salariés.
La coexistence de la population juive avec les autres habitants de Łowicz est parfois troublée pour des raisons principalement de nature économique. Dans ce contexte, en novembre 1931, des incidents antisémites sont rapportés dans la presse locale.  
Dans l'entre-deux-guerres, conformément à la politique éducative de l'État polonais d'alors, est créée l'École générale juive au 1 rue Browarna. Outre l'enseignement laïc public, il existe également des écoles religieuses traditionnelles.   

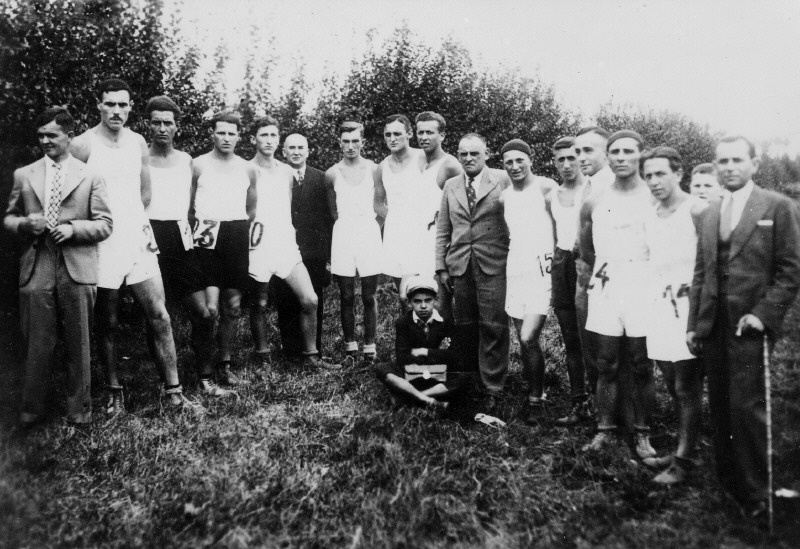
Les membres du club Maccabi de football
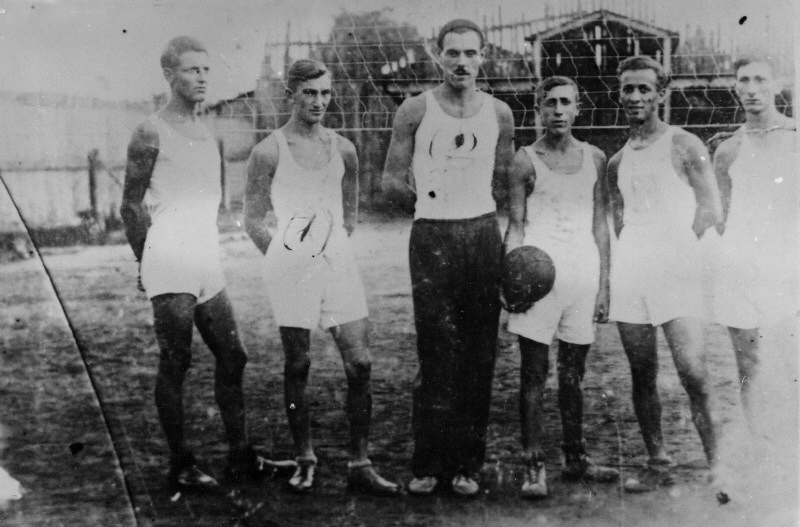
Les volleyeurs du club Maccabi

### LaSeconde Guerre mondialeet laShoah
Juste avant le déclenchement de la Seconde Guerre mondiale, environ 4 500 Juifs vivaient à Łowicz, représentant environ 25 % de la population totale. 

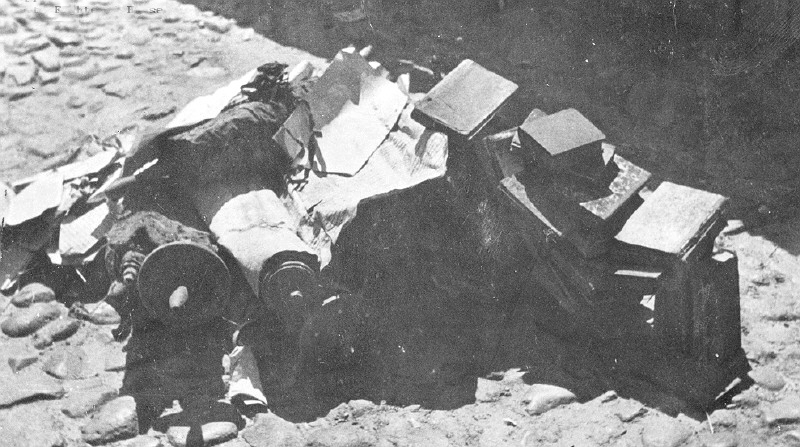
rouleaux de Torah vandalisés par les Allemands

Après des bombardements aériens intenses du 3 au 6 septembre 1939 faisant de très nombreuses victimes civiles, la ville est conquise par l'armée allemande le 8 septembre 1939. La persécution de la population juive commence aussitôt. Dès le 25 octobre 1939, les Allemands impose le travail forcé pour tous les Juifs de 16 à 60 ans. Au départ, le travail consiste au déblaiement des voies encombrées par des gravats dus aux bombardements. Les Allemands exigent de la population juive le paiement de contributions. Cette imposition récurrente, d'un montant de 30 000 złotys chacune est réclamée une première fois à la fin de 1939 puis au début de 1940.

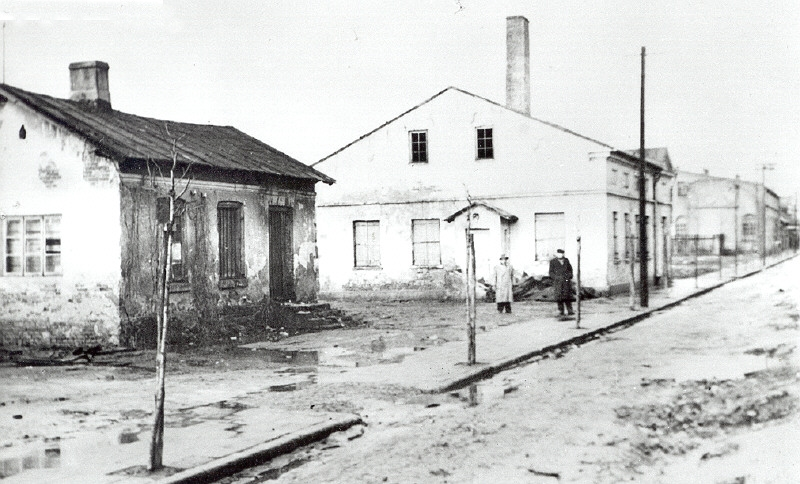
Une des rues du ghetto

Les préparatifs pour la création du ghetto commencent dès le mois de mai 1940, mais celui-ci ne sera prêt qu'à l'automne 1940. Il comprend du côté nord de la place du Nouveau Marché (Nowy Rynek) les rues: Bielawska, Zduńska, Ciemna, Ciasna, une partie de Sienkiewicza et une partie de Browarna, ainsi que la rue Stanisławskiego à l'angle de la rue Długa. Cette zone ne représente qu'une partie du centre-ville habité par les juifs avant la guerre. En plus, les Juifs de la région de Łowicz sont forcés de s'installer dans le ghetto de la ville. La zone du ghetto est initialement clôturée avec du fil de fer barbelé. La Feldgendarmerie (gendarmerie allemande) et la police dite "bleue marine" polonaise veillent à l'étanchéité de la zone. En avril 1940, la construction d'un mur séparant le ghetto de la partie aryenne de la ville, débute en utilisant comme matériau de construction les briques de la synagogue démolie, et quand celles-ci sont épuisées, le mur est réalisé en bois surmonté de fil de fer barbelé. À cette époque, la superficie du ghetto est réduite, en excluant la rue Bielawska et une partie de la rue Stanisławski. Il y a trois portes permettant de pénétrer dans le ghetto, situées au début de la rue Zduńska, sur la place du Nouveau Marché (Nowy Rynek); à la fin de la rue Zduńska, à l'entrée de la place du Vieux Marché (Stary Rynek) et à l'angle des rues Browarna et Sienkiewicza.
Le ghetto de Łowicz enferme 4 308 Juifs de Łowicz plus la population juive des environs de la ville, soit un total d'environ 8 000 personnes. Immédiatement après la création du ghetto, un Judenrat dirigé par les Allemands est créé, puis une police juive en mai 1940. Peu de temps après, 3 500 Juifs de la région de Łódź, incorporée au Troisième Reich, sont conduits à Łowicz et envoyés dans le ghetto où ils doivent s'installer dans un espace déjà surpeuplé. 
Les Juifs adultes emprisonnés dans le ghetto travaillent dans la ville, nettoient les rues et la gare bombardée, puis sont envoyés pour des travaux extérieurs tels que de régulation de la rivière Bzura. À cette fin, des camps spéciaux sont établis: à Małszyce, composé de trois casernes, et à Kapitulna, sur le site d'un ancien moulin à eau fermé. Les travaux sont supervisés par la société Karl Meerman de Francfort-sur-l'Oder. À l'été 1941, les personnes de ces camps sont transportées dans le ghetto de Varsovie. 
Juifs de Łowicz effeectuant des travaux forcés

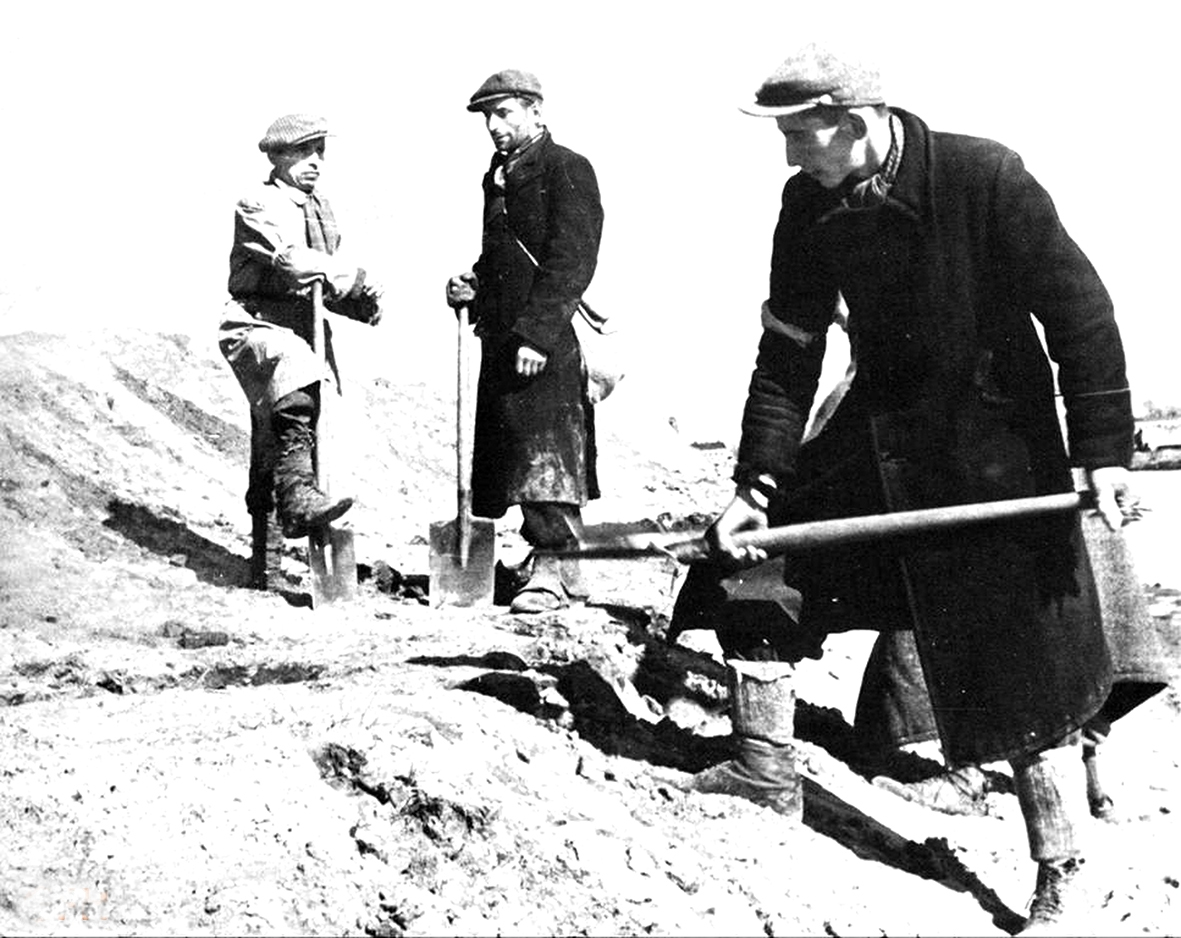
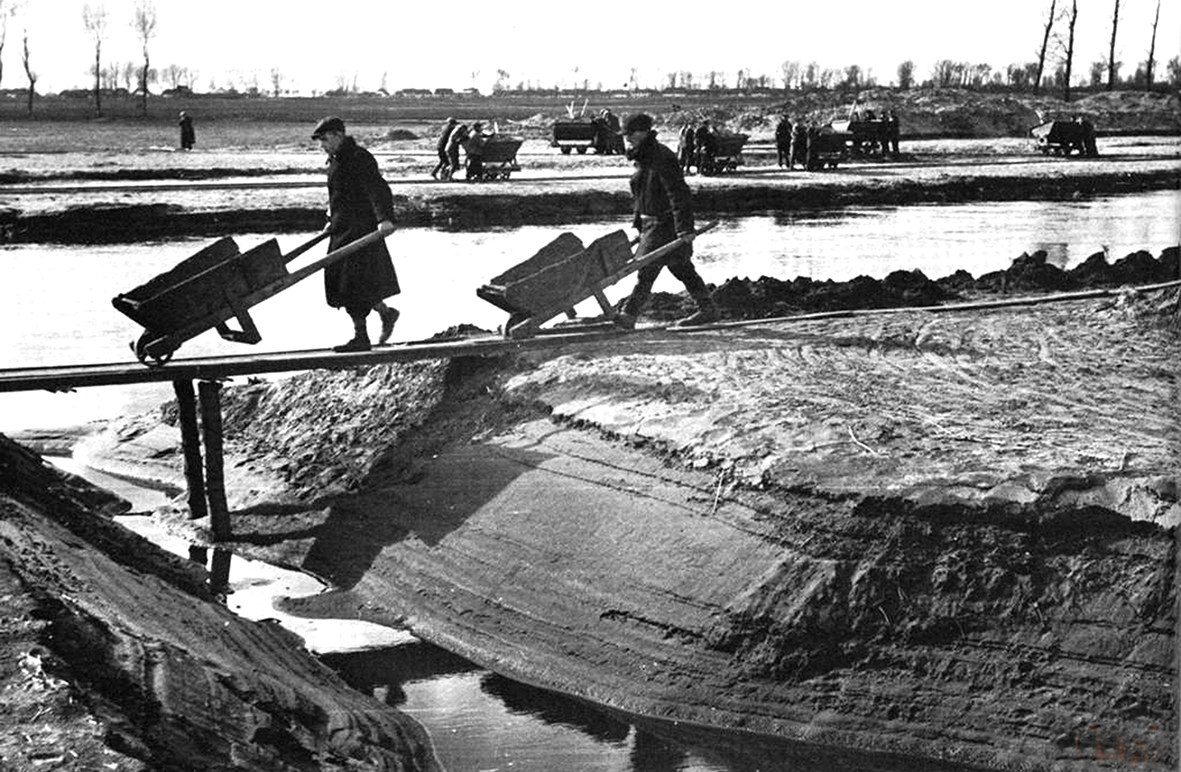
Travail sur les rives de la Bzura
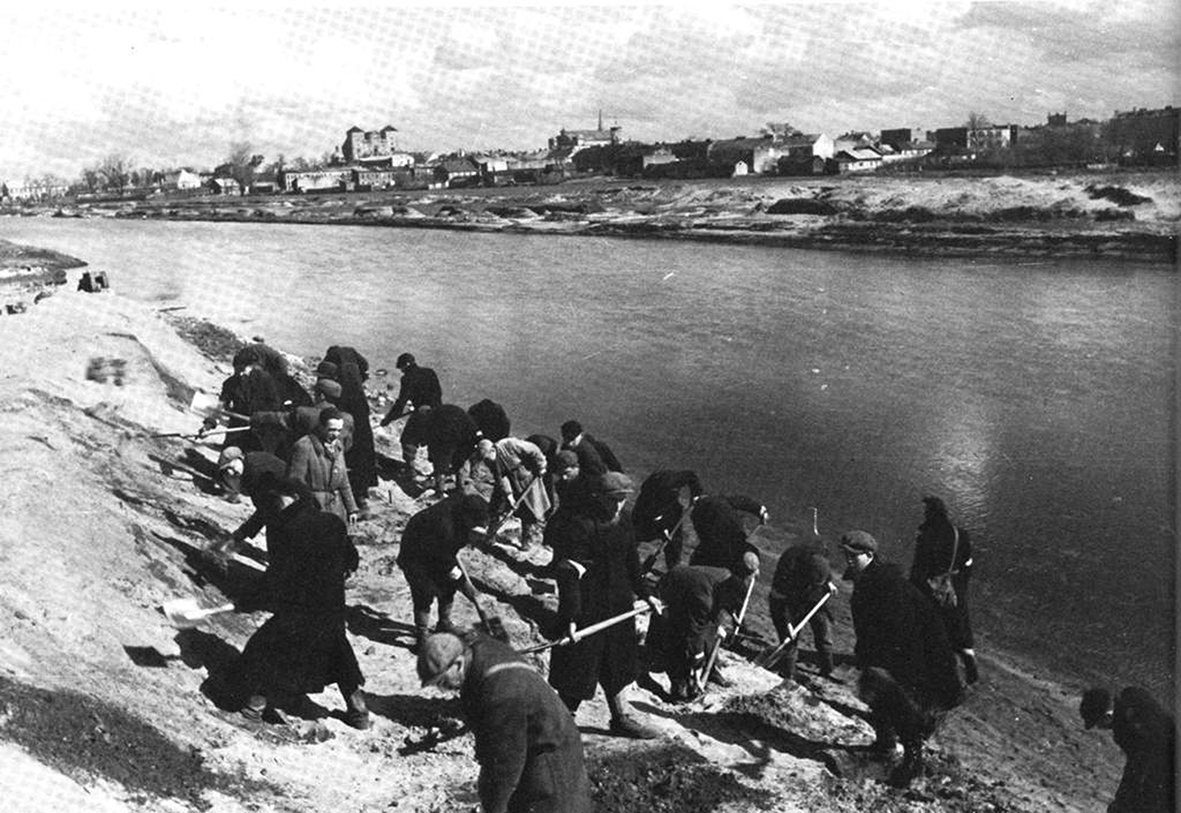
Travail sur les rives de la Bzura
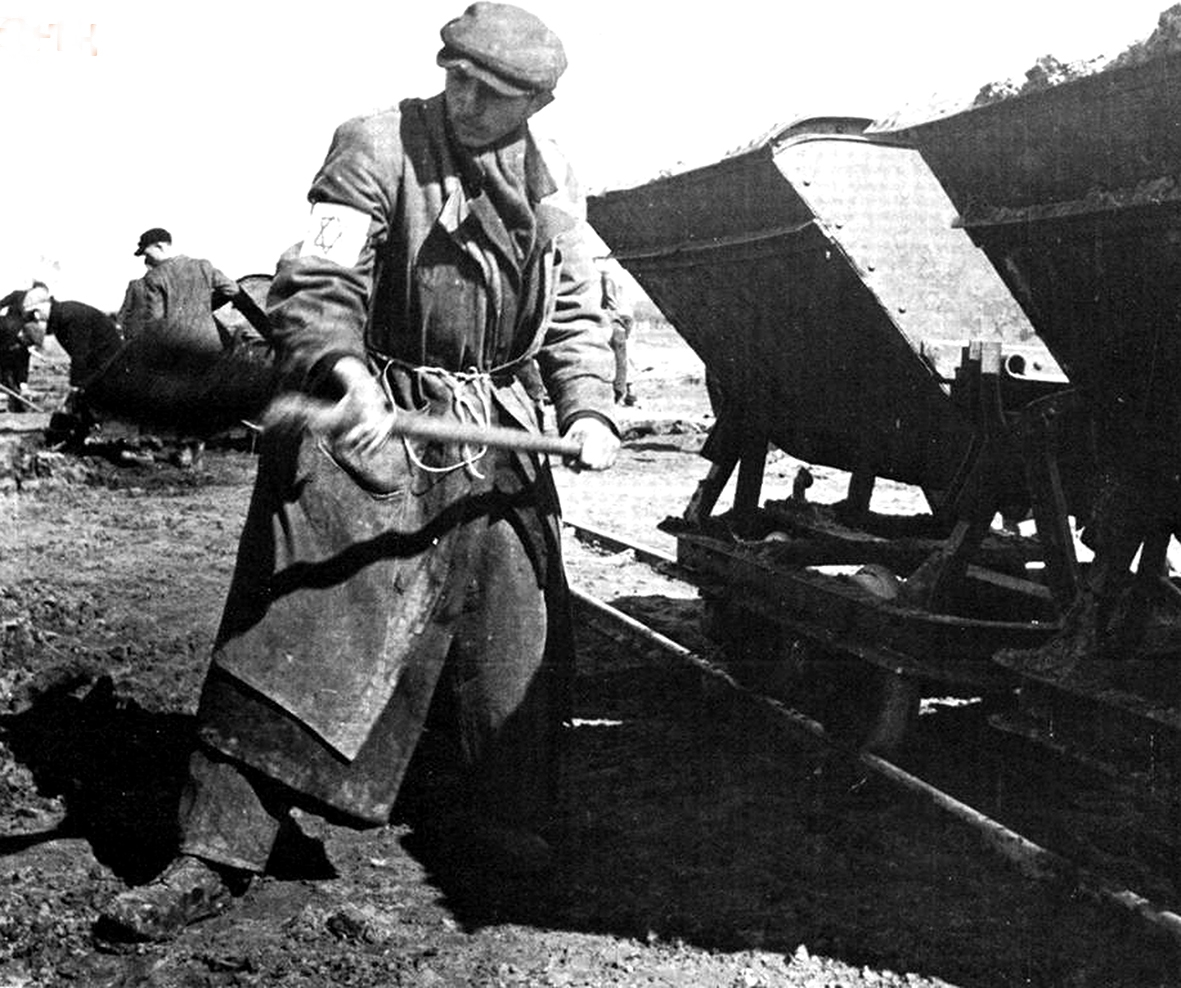
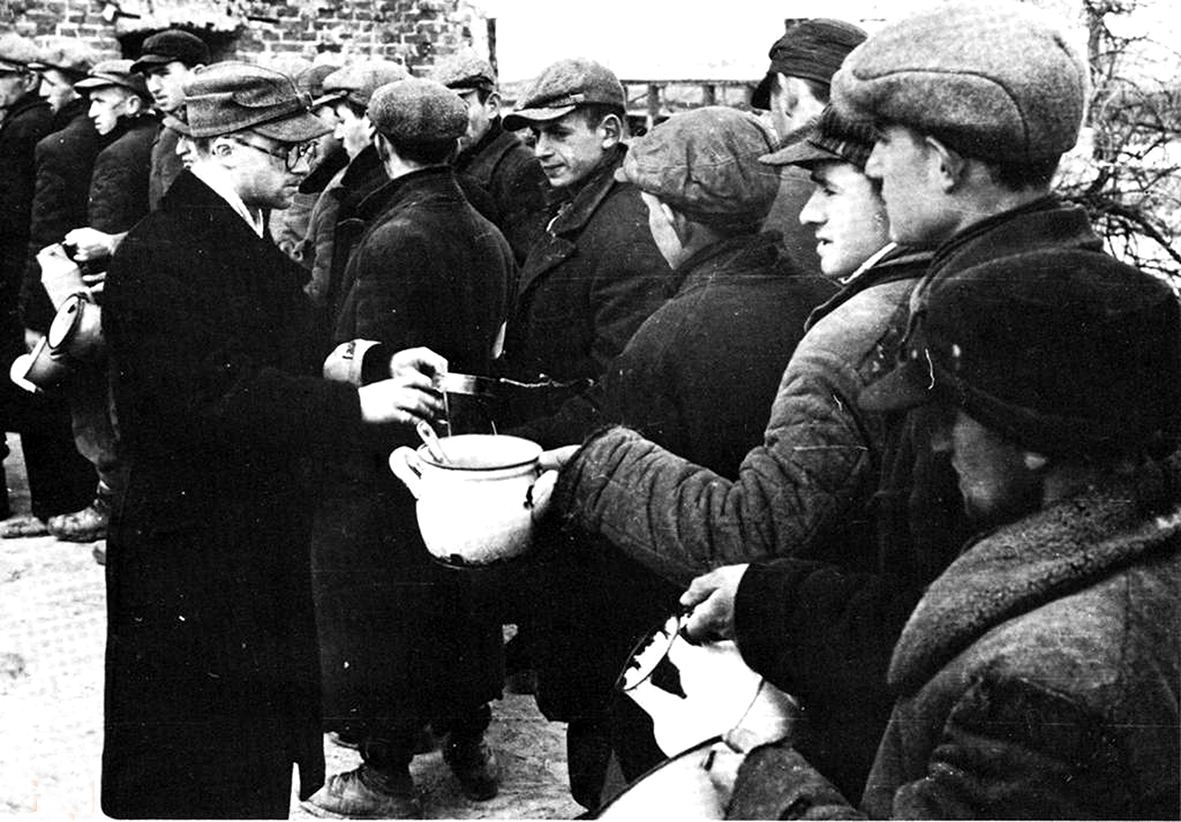
Distribution de la ration de soupe

Les artisans qualifiés sont affectés à la maison de travail forcé, située au 1 rue Browarna, dans le bâtiment de l'ancienne école juive, où ils travaillent pour l'armée allemande.
Les conditions de vie extrêmement difficiles dans le ghetto entraînent une mortalité élevée due aux maladies, aux épidémies fréquentes, à la faim et à l'épuisement. Le ghetto va exister pendant moins d'un an. Sa liquidation commence en février 1941 et s'achève en mars 1941. Les Juifs du ghetto de Łowicz sont transportés dans le ghetto de Varsovie, le plus grand ghetto d'Europe, abritant jusqu'à 380 000 personnes. Les derniers transferts concernant des travailleurs forcés ont lieu à l'automne 1942. 
Sur les 4 500 Juifs de Łowicz, seuls environ 100 ont survécu à la guerre et à la Shoah. Après la fin des hostilités, un comité juif est créé à Łowicz, dans lequel 33 personnes seront enregistrées. La plupart des survivants vont quitter la Pologne au cours des années suivantes. La communauté juive de Łowicz n'a jamais été recréée. 

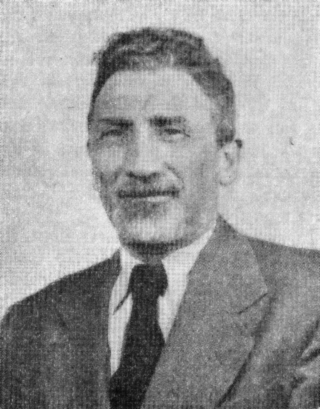
Hanoch Albeck

## Personnalités juives nées à Łowicz
- Hanoch Albeck (1890-1972), rabbin, spécialistes de la Mishna
- Zvi Cahn (1885-1968), écrivain, journaliste et dramaturge yiddish
- Louis Segal (1894-1964), secrétaire général du Farband de 1926 à 1964, responsable sioniste
- Władysław Waintraub (1891-1942), peintre polonais victime de la Shoah

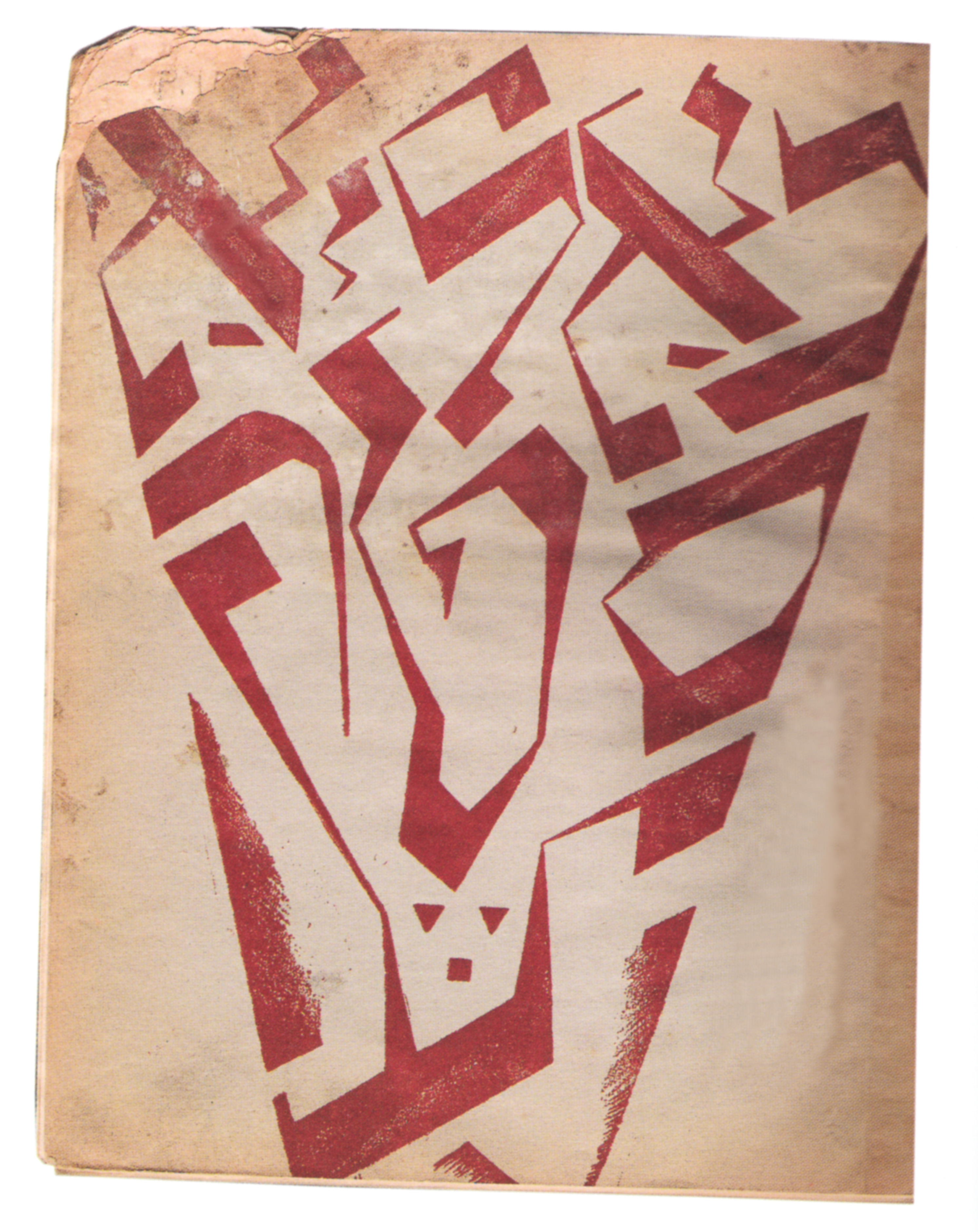
Couverture du premier numéro du magazine כאַליאַסטרע (Chaljastre) par Władysław Wajntraub (1922)
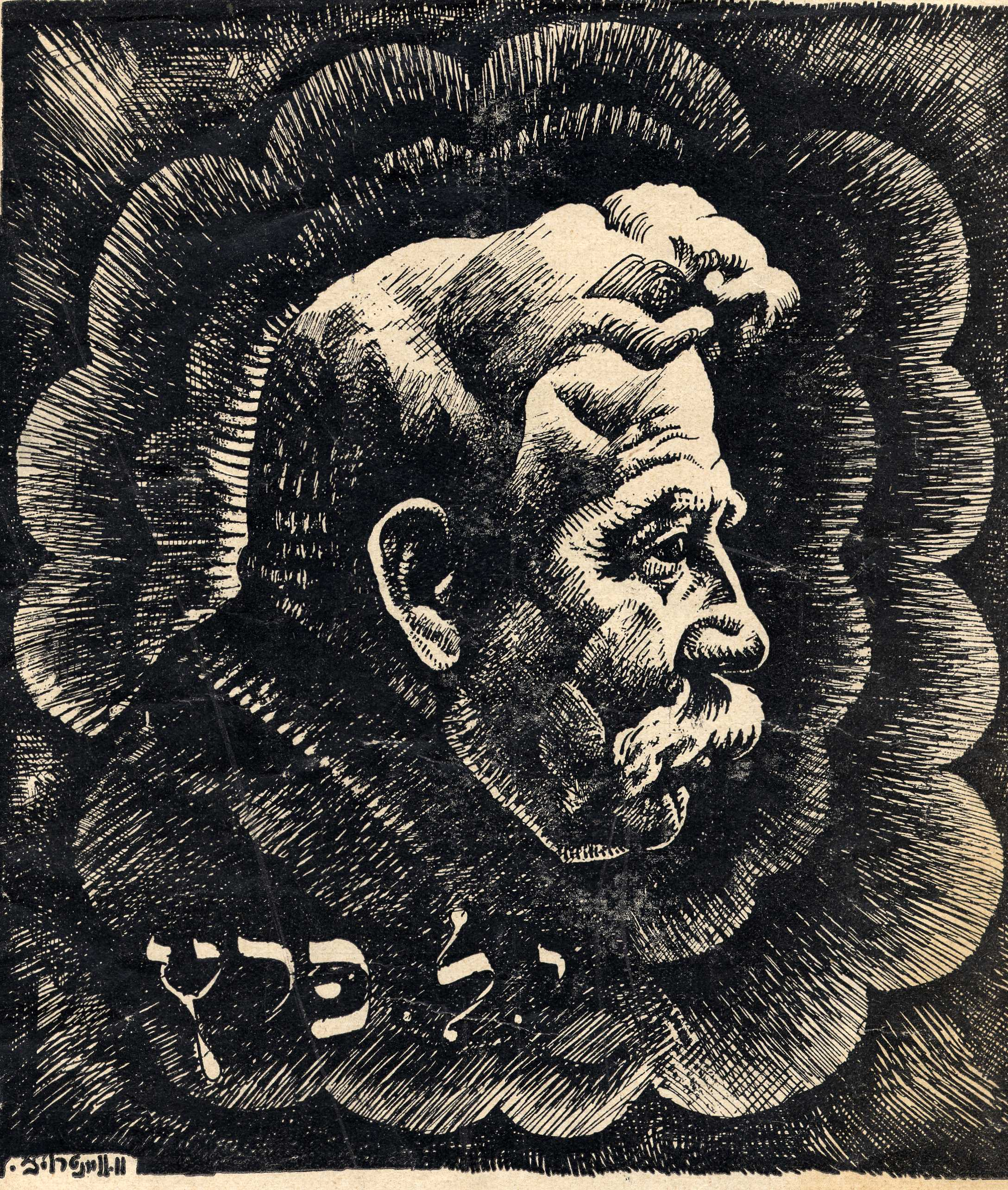
Isaac Leib Peretz par Władysław Wajntraub

## Évolution de la population juive
| Population juive à Łowicz , |                               |                 |                      |
| Année                       | Population totale de la ville | Nombre de Juifs | Pourcentage de Juifs |
| 1808                        | 2 376                         | 60              | 2,5 %                |
| 1827                        | 3 551                         | 405             | 11,4 %               |
| 1841                        | 4 286                         | 950             | 22,0 %               |
| 1857                        | 5 465                         | 1 161           | 21,2 %               |
| 1862                        | 5 885                         | 2 061           | 35,0 %               |
| 1897                        | 10 225                        | 3 552           | 34,7 %               |
| 1909                        | 14 408                        | 5 517           | 38,5 %               |
| 1921                        | 15 807                        | 4 517           | 28,6 %               |
| 1931                        | 17 862                        | 4 536           | 25,4 %               |
| 1939                        | ~ 17 200                      | 3 973           | ~ 23,1 %             |
| 1945                        | -                             | 33              | -                    |